# Риба, наречена Уанда
„Риба, наречена Уанда“ е американски кинофилм, комедия, създаден по сценарий на Джон Клийз и Чарлз Кричтън и режисиран от Чарлз Крайтън, носител на Академична награда „Оскар“.
„Риба, наречена Уанда“ е произведен от кинокомпанията Производство Metro-Goldwyn-Mayer Pictures, Inc., и е един от най-успешните в историята на киното, като за 20 години откакто е пуснат по екраните, и при бюджет малко над 7 млн. долара, приходите от филма възлизат на над 63,5 млн. долара (12 млн. паунда само във Великобритания).
Премиерата на филма е на 7 юли 1988 година, в град Ню Йорк, а на 13 юли е представен в Бевърли Хилс. От 15 юли е пуснат по всички кинотеатри в САЩ.

## Сюжет
Внимание:  Текстът по-долу разкрива сюжета на произведението (или части от него)!
Действито на филма протича в Лондон. Екип от четирима престъпници, двама от които американци, осъществяват дръзка кражба на диаманти за 20 млн. паунда.
Трима от бандитите се смятат за любовници на четвъртия участник, и единствена жена в групата – Уанда Гершуиц. Един от групата – Кен Пайл, развъжда в дома си (който е местообитание на бандата), аквариумни рибки, като една от рибките е нарекъл в чест на Уанда.
Прагматичната Уанда, впрочем, която смята да присвои еднолично за себе си всички диаманти, предава на полицията главатаря на бандата – Джордж, и оплита в паяжината на своя чар другите участници в бандата.
Преди да бъде арестуван Джордж премества диамантите на сигурно, но незнайно за другите участници място. Уанда се опитва да открие къде са диамантите, посещавайки Джордж в затвора. Там тя е ужасена от казаното от Джорж, че смята да върне диамантите, в замяна на по-малка присъда. Разбирайки опасността да не докосне диамантите, Уанда започва флирт с британския адвокат на Джордж – Арчи Лич, съблазнявайки го с цел да ѝ каже къде са диамантите, ако Джордж реши да ги предаде.
В тази изключително приятна и динамична комедия, Уанда, притежаващ по рождение артистична натура, замайва главата на всички участници във филма, но само един от тях заминава с нея за Рио Де Жанейро, и диаманти за 20 милиона........

## В ролите
- Джон Клийз – Арчи Лич
- Джейми Лий Къртис – Уанда Гершуиц
- Кевин Клайн – Ото
- Майкъл Палин – Кен Пайл
- Мария Айткин – Уенди Лич
- Том Джорджсън – Джордж Томасън

## Награди и номинации
- 1989 – награда Оскар Кевин Клайн за най-добра второстепенна роля
- 1989 – награда „ASCAP Film and Television Music Awards“ на композитора Джон Дю Пре
- 1989 – награда BAFTA:
  - Джон Клийз за най-добра мъжка роля;
  - Майкъл Палин за най-добра второстепенна роля.
- 1989 – награда Давид ди Донатело
  - най-добър сценарий на чуждестранен филм